# Menjamel de barbeta negra
El menjamel de barbeta negra (Melithreptus gularis) és un ocell de la família dels melifàgids (Meliphagidae).

## Hàbitat i distribució
Habita el bosc obert i bosc de ribera des de l'oest d'Austràlia Occidental cap a l'est, a través del centre i sud del Territori del Nord fins l'est de Queensland, cap al sud, a través de Nova Gal·les del Sud fins al nord i sud de Victòria i sud-est d'Austràlia Meridional.

## Taxonomia
La població més occidental es de vegades considerada una espècie diferent:
- Melithreptus laetior Gould, 1875 - menjamel dorsidaurat[3]